# 404 a.C.
Il 404 a.C. (CDIV a.C. in numeri romani) è un anno  del V secolo a.C.

## Eventi
- Fine della Guerra del Peloponneso:
  - Atene si arrende alla superiorità di Sparta, che ora ha l'egemonia su tutta la Grecia.
  - Vengono distrutte le Lunghe Mura di Atene, che subisce anche altre durissime condizioni di pace.
  - Ad Atene inizia il governo dei Trenta tiranni.
- Pace tra Dionisio I e i cartaginesi
- Persia: alla morte di Dario II, i figli Ciro e Artaserse si disputano il regno.
- Roma
  - Tribuni consolari Manio Sergio Fidenate, Gneo Cornelio Cosso II, Gaio Valerio Potito Voluso III, Cesone Fabio Ambusto, Publio Cornelio Maluginense e Spurio Nauzio Rutilo III
  - Roma conquista la volsca Artena

## Morti
- Alcibiade, militare e politico ateniese (n. 450 a.C.)
- Cleofonte, politico ateniese
- Dario II di Persia, imperatore persiano
- Polemarco, filosofo siceliota
- Strombichide, ammiraglio ateniese
- Teramene, politico, oratore e militare ateniese
- Leone di Salamina, politico ateniese